# Lindshammar
Lindshammar er en lille by i Uppvidinge kommune i Småland i Sverige.
Byen, der har med 59 (2023) indbyggere, udviklede sig i takt med glasværket, Lindshammar glasbruk, der blev grundlagt i 1905.